# Wilhelm Ehm

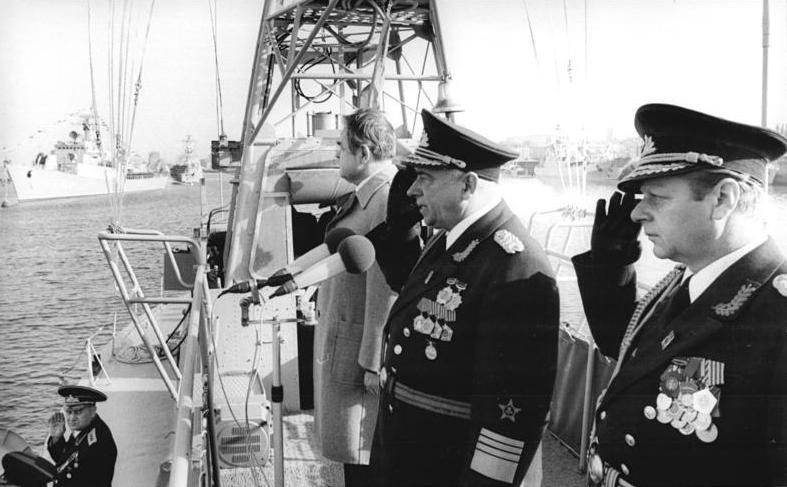
Wilhelm Ehm (am Mikrofon), Mitte, anlässlich einer Flottenparade zum 30. Jahrestag der DDR 1979

Wilhelm Ehm (* 30. August 1918 in Pula, Küstenland, Österreich-Ungarn; † 9. August 2009 in Rostock) war ein deutscher Admiral und zweimaliger Chef der Volksmarine. Als solcher war er Stellvertreter des Ministers für Nationale Verteidigung im Ministerrat (DDR).

## Lebenslauf
Ehms Vater war Tischler und diente als Waffenmeister in der k. u. k. Kriegsmarine. Sein Sohn wurde während dessen Dienstzeit am 30. August 1918 geboren. Nach Kriegsende zog die Familie zurück nach Komotau in Böhmen, dem Heimatort des Vaters.
Wilhelm Ehm erlernte von 1932 bis 1938 den Beruf des Elektrikers und Radiomechanikers und wurde in dieser Zeit Mitglied der Sozialistischen Arbeiter-Jugend. Durch das Münchner Abkommen und dem Anschluss des Sudetenlandes wurde Ehm Deutscher Staatsbürger und diente während des Zweiten Weltkrieges als Oberfunkmeister in der Kriegsmarine. Nach der Kapitulation der Heeresgruppe Nord im Kurland-Kessel ging er 1945 in sowjetische Kriegsgefangenschaft.
Nach seiner Rückkehr 1947 arbeitete Ehm in der SED-Kreisleitung Rügen und trat der Partei 1948 bei.
Ehm war von 1950 bis 1951 Offizier für Nachrichtenwesen (Fernmeldewesen) bei der Hauptverwaltung Seepolizei. Von 1954 bis 1957 war er stellvertretender Chef des Stabes und Leiter der Abteilung Organisation der Volkspolizei See. Dem schloss sich der Dienst als Stellvertreter des Chefs der Seestreitkräfte an. In dieser Funktion war Ehm von 1958 bis 1959 für die Rückwärtigen Dienste verantwortlich.
Mit seiner Ernennung zum Konteradmiral am 1. August 1959 übernahm er die Führung der Seestreitkräfte/Volksmarine. Diese Funktion übte er bis zu seiner Verabschiedung in den Ruhestand am 30. November 1987 aus. Unterbrochen wurde die Tätigkeit durch sein Studium an der Seekriegsakademie der Sowjetunion von 1961 bis 1963. Neben seinem Dienst als Chef der Volksmarine wurde Wilhelm Ehm ab 1972 mit der Dienststellung eines Stellvertreters des Ministers für Nationale Verteidigung betraut. Zum 28. Jahrestag der Gründung der DDR 1977 wurde Wilhelm Ehm, der seit dem 1. März 1964 Vizeadmiral war, zum Admiral befördert. Von 1981 bis 1989 gehörte Wilhelm Ehm dem Zentralkomitee der SED an.
Wilhelm Ehm erwarb neben seinem Abschluss als Diplom-Militärwissenschaftler auch den Grad eines Dr. phil.

## Auszeichnungen in der DDR
- 1960 Vaterländischer Verdienstorden in Silber
- 1973 Friedrich-Engels-Preis
- 1978 Vaterländischer Verdienstorden in Gold
- 1981 Ehrenspange zum Vaterländischer Verdienstorden in Gold
- 1983 Karl-Marx-Orden
- 1984 Orden Banner der Arbeit Stufe I

## Privat
Ehm heiratete 1942 in Komotau seine Frau Melitta (geb. Čapek), die zum Kriegsende mit dem Sohn auf der Insel Rügen gelandet war. Nach der Entlassung aus der Kriegsgefangenschaft schlug er sich zu der Insel durch. Das Ehepaar bekam noch zwei Söhne, alle wurden Offiziere der Volksmarine.

## Beteiligter in den Mauerschützenprozessen
Im Verfahren vor dem Berliner Landgericht wurde er für verhandlungsunfähig erklärt.